# ممشقة إسفينية الأوراق
ممشقة إسفينية الأوراق (الاسم العلمي: Dipsacus cuneifolius) هو نوع من النباتات يتبع جنس الممشقة من الفصيلة المعزية الورق.